# Thorpe St Andrew
Thorpe St Andrew is een civil parish in het bestuurlijke gebied Broadland, in het Engelse graafschap Norfolk met 14.556 inwoners.